# Cumberland (autorità unitaria)
Cumberland è una autorità unitaria situata nella Cumbria, in Inghilterra. Confina con la Scozia, il Northumberland, Westmorland and Furness e il mare d'Irlanda; parte dell'area si trova nel Lake District e tra i monumenti più noti vi sono la Cattedrale di Carlisle, il Castello di Carlisle e il Vallo di Adriano.
In confronto alla contea storica del Cumberland che esisteva prima del 1974, il distretto copre il 77% della sua area, escludendo l'area di Penrith, ed il 90% della sua popolazione. L'autorità è stata costituita il 1º aprile 2023, con lo scioglimento del consiglio della contea della Cumbria L'autorità unitaria del Cumberland ha incorporato la parte settentrionale e occidentale dell'ente precedente, corrispondente agli ex distretti di Allerdale, Carlisle e Copeland, mentre la nuova Westmorland and Furness ha incorporato la parte rimanente.

## Geografia
Principali centri abitati e parrocchie civili:
- Workington
- Aspatria
- Cockermouth
- Harrington
- Keswick
- Maryport
- Silloth
- Wigton
- Carlisle
- Brampton
- Dalston
- Longtown
- Whitehaven
- Arlecdon and Frizington
- Cleator Moor
- Egremont
- Millom
- St Bees